# Голям воден бик
Големият воден бик (Botaurus stellaris) е птица от семейство Чаплови. Среща се и в България.

## Физически характеристики
Окраската на тялото на големия воден бик е охренокафява с по-тъмни петна и черти. Коремът е по-светъл. Горната страна на главата и перата между очите и клюна са чернокафяви. Няма полов диморфизъм. Младите екземпляри имат по-светло оперение, изпъстрено с бели петна и черти.

## Разпространение
Големият воден бик е прелетна птица. Долита през март и отлита през септември – октомври. Зимува в Средиземноморието. Отделни екземпляри остават в България (Драгоманско блато, Алдомировското блато). Среща се в равнините. Обитава блата с бавно течаща или застояла вода, гъсто обрасли с блатна растителност и крайбрежни храсти, брегове и разливи на реки, езера и други водни площи.

## Начин на живот и хранене
Големият воден бик е нощна птица. През деня се крие в гъстата блатна растителност и излиза да търси храната си след залез. При наближаване на неприятел застава неподвижно сред тръстиката, повдига високо тялото си нагоре и опъва дългата си шия. Тогава се слива с цвета на тръстиката и трудно се забелязва.
Големият воден бик търси храната си във водата. Храни се с риба, жаби, попови лъжички, охлюви и ракообрзни. Понякога използва за храна мишки, особено малки на водни плъхове, които лови по бреговете. Напада и малки недобре летящи блатни птици.

## Размножаване
Размножителният период започва през април. Тогава мъжкият издава звуци, наподобяващи мучене на бик. Гнездото си прави върху изсъхнала тръстика или шавар сред водата. Отвътре го застила с листа. Снася 5 – 6 зеленикавокафяви яйца, които женската мъти 21 – 23 дни. При изхранването на малките взема участие и мъжкият. След отглеждане на малките семейството се разпада.

## Снимки
- Снимки на голям воден бик от България